# Malaysia i olympiska sommarspelen 2000
Malaysia deltog i de olympiska sommarspelen 2000 med en trupp bestående av 40 deltagare, 32 män och 8 kvinnor, men ingen av landets deltagare erövrade någon medalj.

## Badminton
Herrsingel
- Ong Ewe Hock
  1. 32-delsfinal: Bye
  2. Sextondelsfinal: Besegrade Peter Knowles från Storbritannien
  3. Åttondelsfinal: Lost to Tautik Hidayat från Indonesien

- Wong Choong Hann
  1. Round of 64: Bye
  2. Sextondelsfinal: Besegrade Jyri Aalto of Finland
  3. Åttondelsfinal: Besegrade Kenneth Jonassen från Danmark
  4. Kvartsfinal: Lost to Xia Xuanze från Kina

Herrdubbel
- Kim Hock Yap, Cheah Soon Kit
  1. Sextondelsfinal: Besegrade Jinhao Yu, Chen Qiqiu från Kina
  2. Åttondelsfinal: Lost to Ha Tae-kwon, Kim Dong-moon från Sydkorea

- Choong Tan Fook, Lee Wan Wah
  1. Sextondelsfinal: Bye
  2. Åttondelsfinal: Besegrade Tesana Panvisavas, Pramote Teerawiwatana från Thailand
  3. Kvartsfinal: Besegrade Flandy Limpele, Eng Hian från Indonesien
  4. Semifinal: Lost to Lee Dong-soo, Yoo Yong-sung från Sydkorea
  5. Bronsmatch: Lost to Ha Tae-kwon, Kim Dong-moon från Sydkorea

## Friidrott
Herrarnas 100 meter
- Watson Nyambek
  - Omgång 1 — 10.61 (→ gick inte vidare)

Damernas 20 kilometer gång
- Yuan Yufang
  - Final — 1:34:19 (→ 15:e plats)

## Landhockey
Herrar
Coach: Stephen van Huizen

1. Roslan Jamaluddin (GK)
2. Maninderijt Singh
3. Chua Boon Huat
4. Gobinathan Krishnamurthy
5. Kuhan Shanmuganathan
6. Nor Azlan Bakar
7. Chairil Anwar
8. Jiwa Mohan
9. Suhaimi Ibrahim
10. Mohammed Madzli Ikmar
11. Nor Saiful Zaini
12. Keevan Raj
13. Mirnawan Nawawi (c)
14. Calvin Fernadez
15. Shaiful Azli Abdul Rahman
16. Nasihin Ibrahim (GK)

Gruppspel
| Lag            | Spelade | W | D | L | GF | GA | Poäng |
| -------------- | ------- | - | - | - | -- | -- | ----- |
| Pakistan       | 5       | 2 | 3 | 0 | 15 | 6  | 9     |
| Nederländerna  | 5       | 2 | 2 | 1 | 11 | 8  | 8     |
| Tyskland       | 5       | 2 | 2 | 1 | 7  | 6  | 8     |
| Storbritannien | 5       | 1 | 2 | 2 | 8  | 16 | 5     |
| Malaysia       | 5       | 0 | 4 | 1 | 5  | 6  | 4     |
| Kanada         | 5       | 0 | 3 | 2 | 7  | 11 | 3     |

## Segling
Öppen
| Seglare   | Gren  | Lopp | Lopp | Lopp | Lopp | Lopp | Lopp | Lopp | Lopp | Lopp | Lopp | Lopp | Summerad poäng | Finalplacering |
| Seglare   | Gren  | 1    | 2    | 3    | 4    | 5    | 6    | 7    | 8    | 9    | 10   | 11   | Summerad poäng | Finalplacering |
| --------- | ----- | ---- | ---- | ---- | ---- | ---- | ---- | ---- | ---- | ---- | ---- | ---- | -------------- | -------------- |
| Kevin Lim | Laser | 30   | 31   | 14   | 14   | 16   | 16   | 13   | 29   | 18   | 23   | 2    | 145            | 22             |

M = Medaljlopp; EL = Eliminerad – gick inte vidare till medaljloppet;

## Simhopp
Herrar
| Hoppare               | Gren           | Kval   | Kval      | Semifinal        | Semifinal        | Final            | Final            |
| Hoppare               | Gren           | Poäng  | Placering | Poäng            | Placering        | Poäng            | Placering        |
| --------------------- | -------------- | ------ | --------- | ---------------- | ---------------- | ---------------- | ---------------- |
| Yeoh Ken Nee          | Herrarnas 3 m  | 364,38 | 22        | Gick inte vidare | Gick inte vidare | Gick inte vidare | Gick inte vidare |
| Mohamed Azreen Bahari | Herrarnas 10 m | 342,24 | 25        | Gick inte vidare | Gick inte vidare | Gick inte vidare | Gick inte vidare |
| Yeoh Ken Nee          | Herrarnas 10 m | 361,86 | 24        | Gick inte vidare | Gick inte vidare | Gick inte vidare | Gick inte vidare |

Damer
| Hoppare       | Gren          | Kval   | Kval      | Semifinal        | Semifinal        | Final            | Final            |
| Hoppare       | Gren          | Poäng  | Placering | Poäng            | Placering        | Poäng            | Placering        |
| ------------- | ------------- | ------ | --------- | ---------------- | ---------------- | ---------------- | ---------------- |
| Leong Mun Yee | Damernas 3 m  | 186,51 | 39        | Gick inte vidare | Gick inte vidare | Gick inte vidare | Gick inte vidare |
| Leong Mun Yee | Damernas 10 m | 227,28 | 34        | Gick inte vidare | Gick inte vidare | Gick inte vidare | Gick inte vidare |

## Taekwondo
| Idrottare    | Gren            | Åttondelsfinaler           | Kvartsfinaler        | Semifinaer           | Final                | Final            |
| Idrottare    | Gren            | Motståndare Resultat       | Motståndare Resultat | Motståndare Resultat | Motståndare Resultat | Placering        |
| ------------ | --------------- | -------------------------- | -------------------- | -------------------- | -------------------- | ---------------- |
| Lee Wan Yuen | Damernas +67 kg | Myriam Baverel (FRA) L 4–8 | Gick inte vidare     | Gick inte vidare     | Gick inte vidare     | Gick inte vidare |